# Relinga

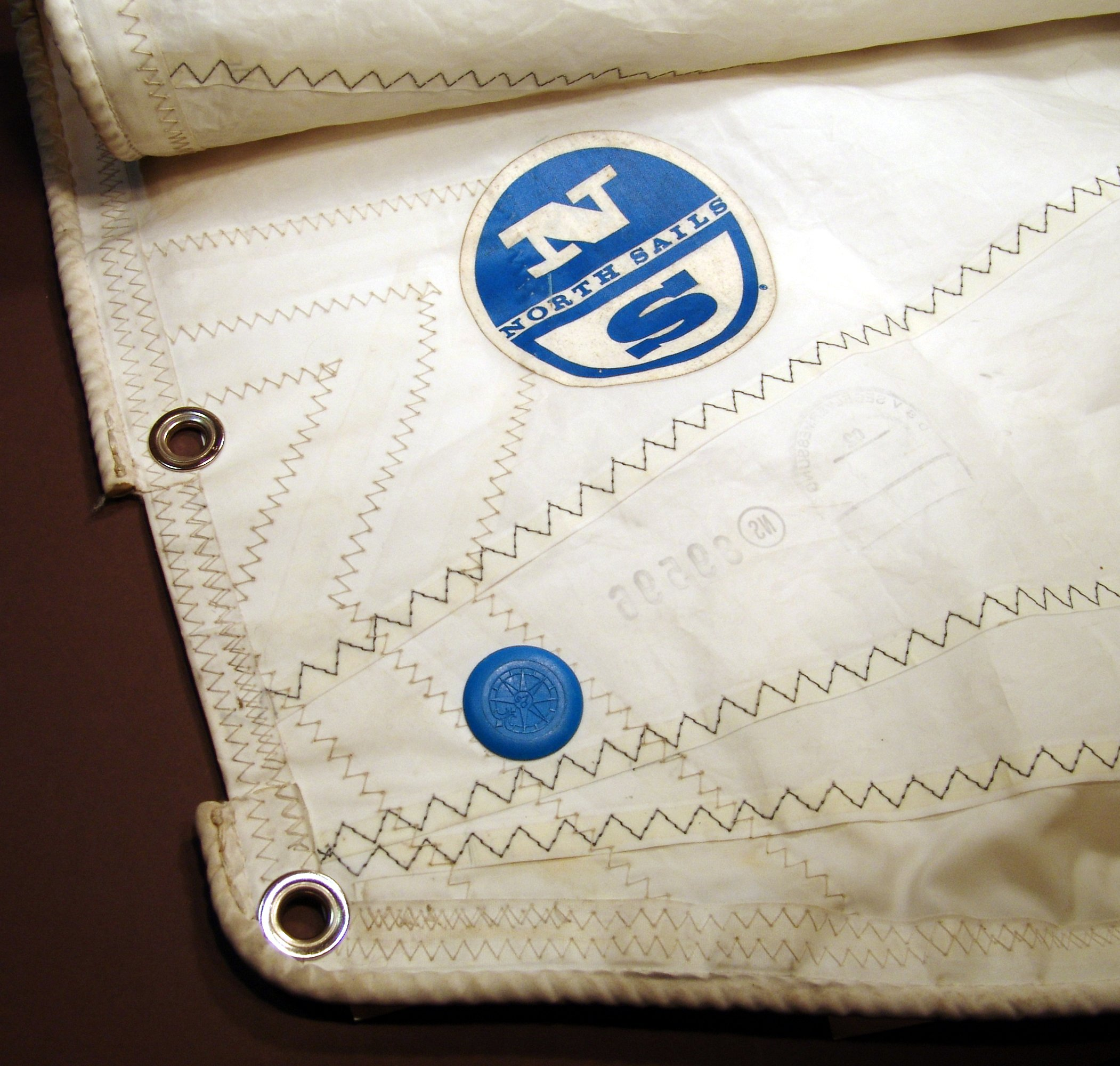
Detalle de la vela en el puño de amura (esquina inferior del borde de ataque) de una vela mayor, mostrando los cabos de los pernos en el gratil y el pujamen.

En náutica, la relinga es la cuerda (cabo) que se cose o une a las orillas de las velas, con que se refuerzan estas. Toman el nombre de cada una de las orillas de la vela. (fr. Ralingue; ing. Bolt rope; it. Ralinga). 

Detalle de una relinga

## Tipos de relingas

### Devela cuadrada
| Relinga    | Desde      | A          | Descripción                                 |
| ---------- | ---------- | ---------- | ------------------------------------------- |
| de grátil  | Empuñadura | Empuñadura | Entre esquinas superiores                   |
| de caída   | Empuñadura | Puño       | Entre esquina superior e inferior (son dos) |
| de pujamen | Puño       | Puño       | Entre esquinas inferiores                   |

### De velascangreja,estayyfoque
| Relinga    | Desde                         | A              | Descripción                                          |
| ---------- | ----------------------------- | -------------- | ---------------------------------------------------- |
| de baluma  | Puño de pena                  | Puño de escota | Entre esquina superior e inferior alejada del mástil |
| de grátil  | Puño de pena                  | Puño de amura  | Entre esquina superior e inferior cercana al mástil  |
| de pujamen | Puño de amura                 | Puño de escota | Entre esquinas inferiores                            |
| de palo    | Puño alto de la caída de proa | Puño de amura  | En velas con martillo                                |
| de puño    | Puño de escota                |                | Es la más reforzada en este puño                     |

### De vela mística y al tercio
| Relinga             | Desde                                     | A             |
| ------------------- | ----------------------------------------- | ------------- |
| de la caída de proa | Puño del car (penol de proel de la verga) | Puño de amura |

### Otros
| De    | Relinga    | Descripción                                              |
| ----- | ---------- | -------------------------------------------------------- |
| Toldo | de cumbre  | Se cose en el centro, de popa a proa y por su cara alta. |
|       | de bandera | Es lo mismo que varón de bandera                         |

## Expresiones relacionadas
| Expresión                                         | Definición |
| ------------------------------------------------- | --- |
| Navegar a la relinga                              | Lo mismo que navegar de bolina. |
| Buscar la relinga de barlovento (el viento)       | Venir éste alternativamente a rachas escasas y volver a su primera dirección. |
| Repartir la relinga                               | Según unos, es colocar la gente con orden sobre la verga para que pueda aferrar la vela con perfección; según otros, es distribuir o acomodar bien la relinga de la vela para aferrarla con perfección.                                                                  |
| Portar por parejo las relingas de caída y pujamen | Estar igualmente tirantes con el impulso del viento, por efecto del buen corte dado a la vela. |
| Dejar, quedarse en relingas                       | Llevarse el viento las velas dejando solo las relingas y quedar el aparejo o el buque en esta disposición. Figuradamente, se dice también quedarse en relingas cuando se pierde todo el equipaje o lo que se posee a causa de un naufragio u otra desgracia equivalente. |